# Лиф-Ривер (тауншип, Миннесота)
Лиф-Ривер (англ. Leaf River) — тауншип в округе Уодина, Миннесота, США. На 2000 год его население составило 515 человек.

## География
По данным Бюро переписи населения США площадь тауншипа составляет 91,1 км², из которых 91,1 км² занимает суша, водоёмов нет.

## Демография
По данным переписи населения 2000 года здесь находились 515 человек, 174 домохозяйства и 135 семей.  Плотность населения —  5,7 чел./км².  На территории тауншипа расположено 196 построек со средней плотностью 2,2 построек на один квадратный километр. Расовый состав населения: 94,37 % белых, 2,14 % афроамериканцев, 1,75 % коренных американцев, 0,58 % азиатов, 0,19 % c Тихоокеанских островов и 0,97 % приходится на две или более других рас.
Из 174 домохозяйств в 31,6 % воспитывались дети до 18 лет, в 75,9 % проживали супружеские пары, в 0,6 % проживали незамужние женщины и в 22,4 % домохозяйств проживали несемейные люди. 21,8 % домохозяйств состояли из одного человека, при том 10,3 % из — одиноких пожилых людей старше 65 лет. Средний размер домохозяйства — 2,68, а семьи — 3,16 человека.
26,2 % населения — младше 18 лет, 3,9 % — в возрасте от 18 до 24 лет, 23,9 % — от 25 до 44, 33,6 % — от 45 до 64, и 12,4 % — старше 65 лет. Средний возраст — 43 года. На каждые 100 женщин приходилось 138,4 мужчин.  На каждые 100 женщин старше 18 приходилось 130,3 мужчин.
Средний годовой доход домохозяйства составлял 37 292 доллара, а средний годовой доход семьи —  46 750 долларов. Средний доход мужчин —  32 411  долларов, в то время как у женщин — 20 795. Доход на душу населения составил 14 681 доллар. За чертой бедности находились 6,5 % семей и 19,3 % всего населения тауншипа, из которых 11,1 % младше 18 и 28,0 % старше 65 лет.